# Myrbärtjärnen (Gåxsjö socken, Jämtland)
Myrbärtjärnen är en sjö i Strömsunds kommun i Jämtland och ingår i Indalsälvens huvudavrinningsområde.